# Juan José de Aycinena y Piñol
Juan José de Aycinena y Piñol, III. Marqués de Aycinena (* 29. August 1792 in Guatemala-Stadt; † 17. Februar 1865 in Guatemala-Stadt) war ein guatemaltekischer Geistlicher, Unternehmer und Politiker.

## Leben
Juan José de Aycinena war der zweite Sohn von Vicente Alberto de Aycinena y Carillo, II. Marqués de Aycinena und Enkel von Juan Fermín de Aycinena e Irigoyén. Er entschied sich für die kirchliche Laufbahn, studierte an der Universidad San Carlos de Guatemala Theologie und Jura und promovierte. Aycinena machte schnell Karriere innerhalb des Erzbistums Guatemala. Um 1818 empfing er die Priesterweihe. Von 1824 bis 1859/59 war er Synodalrichter und Finanzverwalter der erzbischöflichen Kurie. Er galt als begnadeter Redner und verfasste zahlreiche Schriften. Nach dem Tode seines Vaters und seines älteren Bruders im Jahre 1814 wurde er zudem Erbe des Adelstitels (den er allerdings 1823 aufgrund eines Gesetzes der verfassunggebenden Versammlung Zentralamerikas, durch das sämtliche Adelstitel abschafft wurden, verlor) und des bedeutenden Handelsunternehmens Casa de Aycinena, das er in wirtschaftlich schwieriger Zeit mit viel Geschick führte. Am 15. April 1859 wurde er von Papst Pius IX. zum Titularbischof von Trajanopolis und Weihbischof in Guatemala ernannt. Die Bischofsweihe spendete ihm sein Verwandter, der Bischof von León en Nicaragua, José Bernardo Piñol y Aycinena, am 21. August desselben Jahres.

## Politisches Engagement
Neben seiner kirchlichen und unternehmerischen Tätigkeit engagierte sich Aycinena aktiv in der konservativen Partei. Er war 1821/22 Mitglied des durch die Unabhängigkeitserklärung eingesetzten provisorischen Regierungsrats Zentralamerikas und ein vehementer Unterstützer des von Gabino Gaínza betriebenen Anschlusses Zentralamerikas an das Kaiserreich Mexiko. 1829 wurde er nach dem Sturz der Regierung seines Onkels Mariano des Landes verwiesen und hielt sich einige Zeit in New Orleans auf. Er kehrte jedoch schon bald zurück. 1838 betrieb er als Abgeordneter des Bundesparlaments intensiv die Auflösung der Zentralamerikanischen Konföderation. Nach dem Ausscheiden Guatemalas aus der Konföderation war Aycinena von 1839 bis 1841 Außenminister in der Regierung des Präsidenten Mariano Rivera Paz. In dieser Eigenschaft nahm er Kontakt mit der Regierung des Vereinigten Königreiches von Großbritannien und Irland auf, mit dem Ziel des Abschlusses eines Vertrags über die Anerkennung der britischen Hoheit über Britisch Honduras durch Guatemala. Dieser Vertrag kam letztlich jedoch erst knapp 20 Jahre später unter der Regierung von Rafael Carrera zustande, woran sein Bruder Pedro als Außenminister maßgeblichen Anteil hatte. Nach der offiziellen Erklärung Guatemalas zur unabhängigen Republik durch Präsident Carrera im Jahre 1851 gehörte Aycinena noch bis zu seinem Tod als Abgeordneter der verfassunggebenden Versammlung und dem guatemaltekischen Parlament an.